# Staphylinochrous euryperialis
Staphylinochrous euryperialis és una espècie de lepidòpter zigenoïdeu de la família dels himantoptèrids (Himantopteridae), subfamília Anomoeotinae.
Es pot trobar al Camerun, República Centreafricana, Uganda i Zimbàbue.